# ОШ „Змај Јова Јовановић” Рума
Основна Школа „Змај Јова Јовановић“ у Руми, налази се недалеко од центра града, има дугу традицију, висок углед, а позната је и по великом броју награда својих успешних ђака. Одувек је имала велику улогу и значај у ширењу писмености и општем просвећивању грађана Руме.

## Историја
Према наводима из школског летописа, школа је почела да ради још 1875. године, као „Српска православна школа“. Данашња матична зграда саграђена је 1905, док је новији део изграђен 1988. године. У току свог постојања школа је више пута променила име, а данашње име носи од 1956. године.
Испред школе се налази бронзана спомен биста Јована Јовановића Змаја. Први споменик подигнут 1911. године, израдио је Ђоке Јовановића. Међутим, та биста је нестала у току Другог светског рата (1942). Нову бисту израдио је вајар Илија Коларевић (1894 — 1968). Школска библиотека-књижница такође има дугу традицију. Основана је 1872.

## Бивши ученици
У бивше ученике ове школе убрајају се многи познати и угледни грађани, као што су: Исидора Секулић, Милева Марић, Радован Кошутић, Никола Дреновац, Драган Недељковић и други.

## Школа данас
Школа данас има око 750 ђака. У њој ради више од 70 радника. Простире се на око 5.000м2 и има 16 учионица. Некадашња библиотека данас има око 15 000 књига. Од 2004. године премештена је у нову зграду и претворена у мултимедијалну учионицу, са вишеструком наменом.
Од 1980. школа издаје алманах „Ђачко срце“, чија је основна улога информисање ученика о актуелностима и догађајима из школе и града.
Школа има два издвојена одељења у селима Малим Радинцима и Павловцима.

## Галерија
- Биста Јована Јовановића Змаја у Руми